# قسم ويس الريفي
قسم ويس الريفي (بالفارسية: دهستان ویس) هي قسم تقع في إيران في ناحية ويس (مقاطعة باوي). يقدر عدد سكانها بـ 23,322 نسمة.